# Marcos de Alcorta
Marcos de Alcorta Galarre (Durango, 1836- Durango, 1897) fou un compositor basc amb un obra prolífica de villancets per a cor i arranjaments de balls populars bascos com el zortzico per a piano o la dantzari-danza.
Es conserven obres seves al fons musical SEO (Fons de l'església parroquial de Sant Esteve d'Olot, a l'Arxiu Comarcal de la Garrotxa).